# Corytophanidae
Corytophanidae är en familj i infraordningen Iguania som förekommer från centrala Mexiko över Centralamerika till nordvästra Sydamerika. Familjen utgörs av tre släkten.

## Kännetecken
Arterna är små till medelstora ödlor med en smal kropp och långa extremiteter. Kroppslängden utan svans ligger mellan 9 och 20 centimeter. Hos släktena hjälmleguaner (Corytophanes) och Laemanctus har båda kön stora hudlappar på huvudet. Hos släktet basilisker finns liknande lappar bara hos stora hannar. Hjälmbasilisk (Basiliscus basiliscus) och dubbelkamsbasilisk (Basiliscus plumifrons) har dessutom hudlappar på ryggen och svansen. Lapparna används under parningsleken och ger intryck av en större kropp.
Anatomiska egenskaper som skiljer Corytophanidae från andra medlemmar av Iguania är ett Y-formigt hjässben (finns inte hos Laemanctus) och annars konstruerade svanskotor.

## Levnadssätt
Dessa ödlor lever i regnskogar och tempererade skogar. Hjälmleguaner och Laemanctus vistas främst på träd, basilisker oftast på marken och nära vattendrag.
Alla arter livnär sig av insekter och andra smådjur. Med undantag av arten Corytophanes percarinata som fortplantar sig ovovivipar lägger alla Corytophanidae ägg.

## Systematik
Djurgruppen listades tidigare som en underfamilj i familjen leguaner (Iguanidae) men 1989 fick den status som självständig familj. Släktena Corytophanes och Laemanctus som lever på träd utgör en gemensam klad som hittills saknar vetenskapligt namn:
- Corytophanidae
  - Basilisker (Basiliscus)
    - Hjälmbasilisk (Basiliscus basiliscus) Linnaeus 1758
    - Basiliscus galeritus DumÉril 1851
    - Dubbelkamsbasilisk (Basiliscus plumifrons) Cope 1876
    - Basiliscus vittatus Wiegmann 1828

  - NN
    - Hjälmleguaner (Corytophanes)
      - Corytophanes cristatus Merrem 1821
      - Corytophanes hernandesii Wiegmann 1831
      - Corytophanes percarinatus DumÉril 1856

    - Laemanctus
      - Laemanctus longipes Wiegmann 1834
      - Laemanctus serratus Cope 1864